# 굴부딘 헤크마티아르
굴부딘 헤크마티아르(파슈토어: گلبدین حکمتیار, Gulbuddin Hekmatyar, 1947년(다른 이설에 따르면, 1944년 또는 1948년) ~ )는 아프가니스탄의 정치인이자 무자헤딘 지도자이다. 아프가니스탄 이슬람당의 지도자이며, 부르하누딘 라바니 정부에서 총리를 지냈다.
소련의 아프가니스탄 침공 때 가장 강력했던 군벌 중 하나로 불리며, 1996년 아프가니스탄 내전 당시 미국으로부터 스팅어 미사일을 대거 지원 받아 지금도 이를 보유하고 있는 것으로 알려졌다.

## 생애
무함마드 다우드 총리 시절 탄압을 피해 파키스탄으로 망명한 뒤 이슬람주의 운동을 주도했고 소비에트 연방의 아프가니스탄 침공 이후에 아프가니스탄 이슬람당을 조직해 무자헤딘 지휘관으로 활동했다. 전쟁 와중에 부르하누딘 라바니와 아흐마드 샤 마수드가 이끄는 자미아트 이 이슬라미와 연합했다.
1989년 3월 팍티야주 쉬와에서 소집된 임시 정부 회의에서 외무부 장관이 되었고 7월 9일 부하 사예드 자말을 시켜 마수드를 기습 공격하나 패하고 1990년 7월 모하마드 나지불라 정부의 국방부 장관을 사주해 쿠데타를 기도했으나 실패했다.
1992년 4월 나지불라 정권이 붕괴되고 무자헤딘 연합 정권인 아프가니스탄 이슬람 연방 공화국이 수립되면서 국무총리직이 주어졌으나 헤크마티아르는 모든 수단을 동원해 수도 카불을 무력 점령하려 했다. 4월 25일 제2차 아프가니스탄 내전이 발발해 수도 카불을 일시적으로 점령했으나 마수드와 압둘 라시드 도스툼 연합군에게 패배했으며 이 과정에서 카불을 무차별 공격해 폐허로 만들고 무고한 시민 1만 명을 죽였다.
1994년 1월 4개 정당을 연합하면서 원수 지간이던 도스툼과도 협력했으며 하자라족 무장 집단인 헤즈비 와흐다트와도 동맹을 맺었다. 7월 20일 헤라트에서 마수드와 격전을 벌이나 대패했고 1995년 3월 6일 탈레반의 진군으로 혼란한 틈을 타 마수드가 다시 공격을 해 오면서 큰 피해를 입었다.
이후 카불 장악을 위해 몇 번이고 카불을 폭격해대던 헤크마티아르는 1996년 6월 25일 국무총리직을 수락하고 카불로 들어갔으며 탈레반이 대규모 공세를 감행하자 1997년 7월경에는 카불에서 20km 떨어진 샤르 아시아브에 은거하다가 탈레반에 투항해 협력했다.
2001년 미군이 침공해 탈레반 정권이 붕괴되자 무장 조직인 아프가니스탄 이슬람당을 조직해 미군과 나토군에 맞서 항전을 벌였고 이에 미국 CIA가 2002년 4월 헤크마티아르 암살을 계획했으나 실패로 돌아갔다.
2015년 7월 이슬람 국가에 대한 지지를 선언했다.